# Cantón de Saint-Jean-de-Daye
El cantón de Saint-Jean-de-Daye era una división administrativa francesa, que estaba situada en el departamento de Mancha y la región de Baja Normandía.

## Composición
El cantón estaba formado por doce comunas:
- Amigny
- Cavigny
- Graignes-Mesnil-Angot
- Le Dézert
- Le Hommet-d'Arthenay
- Le Mesnil-Véneron
- Les Champs-de-Losque
- Montmartin-en-Graignes
- Pont-Hébert
- Saint-Fromond
- Saint-Jean-de-Daye
- Tribehou

## Supresión del cantón de Saint-Jean-de-Daye
En aplicación del Decreto n.º 2014-246 de 25 de febrero de 2014, el cantón de Saint-Jean-de-Daye fue suprimido el 22 de marzo de 2015 y sus 12 comunas pasaron a formar parte del nuevo cantón de Pont-Hébert.